# 醴陵市
27°38′46″N 113°29′49″E / 27.64615°N 113.49687°E
醴陵市，湖南省辖县级市，由株洲市代管，地处湖南省东部，东与江西省萍乡市湘东区交界，东北连江西省萍乡市上栗县，北界浏阳市，西接渌口区，南邻攸县。醴陵市辖19个镇、5个街道、1个省级经济开发区，区域总面积为2156.46平方千米。2022年末，醴陵市人口总户数为28.1万户，户籍人口数为102.7万人。

## 词源
已知「醴陵」之名最早的紀錄出自《史记》，“（吕后）四年，封呂嬃為臨光侯，呂他為俞侯，呂更始為贅其侯，呂忿為呂城侯，及諸侯丞相五人。”而《会注考证》中则提到吕后册封的“諸侯丞相五人”中，就有获封醴陵侯的刘越:1110。清朝同治年间的《醴陵县志》还认为醴陵之名在秦朝即已经存在。此名稱的來源有兩種說法，宋朝《元丰九域志》称当地的山陵上有井，井水甘甜似醴（甜酒）而得名醴陵，该说法也为后世的《舆地广记》、《一统志》、《湖广通志》乃至中华人民共和国时期的部分典籍所采纳:814；不过也有部分学者认为“醴陵”得名于当地原住民扬越人取渌水酿造甜酒，其居住的山丘因此得名“醴陵”:34-35，而“陵”所指的山丘则是杨岐山，当地在东汉初期隶属于醴陵县，后来才划归萍乡县:45。

## 历史
醴陵一带在夏朝时期属于荆州:56，而在商朝时期，醴陵已经拥有手工藝製作與貿易产业:108。春秋及战国时期，当地隶属于楚国黔中郡:56，秦灭六国后，当地属长沙郡临湘县，并已经建立了基層行政區單位:814:34。西汉时期，吕后分封刘越为醴陵侯，并在今国瓷街道古城村建立醴陵侯城，醴陵仍属临湘县，后刘越因罪被废，醴陵侯城因此荒废:56。
东汉时期，朝廷析临湘县及湘南县地置醴陵县，县治在原醴陵侯城，后迁至今址:36-37。隋朝大业三年（607年），醴陵县并入长沙县。唐武德四年（621年）分长沙县复置醴陵县:56。元代曾升为醴陵州，明朝洪武二年（1369年）初，醴陵废州复县，隶长沙府。中华人民共和国甫成立时，醴陵县由长沙区行政专员公署管辖，后归属湘潭专区。1959年，该县渌口镇、均坝乡、南阳桥乡、洲坪乡、漂沙井乡、鸿仙乡、姚家坝乡等乡镇并入株洲市郊区。1983年7月，醴陵从湘潭转划归株洲市管辖，1985年5月24日，中华人民共和国国务院批准撤销醴陵县，设立县级醴陵市，由地级株洲市代管，并以原醴陵县的行政区域作为醴陵市的行政区域。

## 人口
根據第七次人口普查數據，截至2020年11月1日零時，醴陵常住人口885987人。

## 地理
- 醴陵市位于湖南东部，罗霄山脉北段西沿，湘江支流渌水流域。地貌以山地、丘陵和岗地为主，平原占16%，水域占5%。境内江河交织，均属湘江水系人杰地灵。主要河流有渌水、昭陵河和涧江，水利资源蕴藏量为87462千瓦，地下水量16.3亿立方米。市内共有大中小型水库193座。 市境属中亚热带东南季风湿润气候。年均气温18℃左右，无霜期305-279天，年平均日照时数1588-1321小时，年平均降水量在1300至1600毫米之间。
- 目前已发现的矿种有铀、金、银、铁、锰、铅、锌、煤、石灰石、瓷泥等23种，矿产地117处，其中大型矿床1处，中型矿床6处。
- 土壤成分以板页岩为主，占47.8%；次为红色粘土，占20.7%。植物资源丰富，具备粮食作物、经济作物和林木生长的良好自然条件。瓷土、陶土、耐火泥、石灰石、沙石等非金属矿产和铅、锌等金属矿产蕴藏丰富。

## 行政区划
醴陵市下辖4个街道办事处、19个镇：
阳三石街道、仙岳山街道、国瓷街道、来龙门街道、白兔潭镇、浦口镇、王仙镇、泗汾镇、沈潭镇、船湾镇、均楚镇、东富镇、石亭镇、孙家湾镇、官庄镇、嘉树镇、板杉镇、沩山镇、枫林镇、李畋镇、明月镇、左权镇和茶山镇。
醴陵于1949年7月实现和平解放，隶属湖南省长沙专区，1952年9月改属湘潭专区，1983年7月，划归株洲市管辖。醴陵辖区行政区划在不同历史时期均有一定的调整。新中国成立初期，醴陵辖区面积为2506.5平方公里，划为5个区。1950年建立乡村政权，划全县为11个区、1镇，154个乡和7个居民委员会。1958年至1982年，实行“政社合一”的人民公社制度。1959年1月，将西北乡349.3平方公里地域划归株洲市郊区管辖。1985年5月，醴陵撤县设市（县级）。为加快小城镇建设步伐，一批乡先后撤乡建镇，且多次开展乡、村合并。2015年，湖南省进行乡镇区划调整改革，此后全市下辖李畋镇、浦口镇、王仙镇、船湾镇、明月镇、茶山镇、左权镇、枫林镇、白兔潭镇、东富镇、板杉镇、沩山镇、嘉树镇、官庄镇、孙家湾镇、石亭镇、均楚镇、泗汾镇、沈潭镇等19个乡镇，来龙门街道、国瓷街道、阳三石街道、仙岳山街道等4个街道办事处，共有40个村和19个社区。

## 经济
- 2022年，醴陵市实现地区生产总值875.7亿元，按可比价计算，增长5.4%。分产业看：第一产业实现增加值76.9亿元，增长3.1%；第二产业实现增加值473.3亿元，增长6.9%，其中：工业增加值增长5.5%；第三产业实现增加值325.5亿元，增长3.9%。三次产业结构由2021年的9.4:53.3:37.3调整为8.8:54:37.2。三次产业对经济增长的贡献率依次为5.6%、67.3%和27.1%，分别拉动经济增长0.3个、3.6个和1.5个百分点。人均地区生产总值达9.95万元。
- 2022年，醴陵市完成地方税收收入22.3亿元，增长14.2%。地方税收收入占地方收入比重为72.1%。公共财政预算支出84.8亿元，增长3.0%，其中：教育、科学技术、卫生健康、农林水事务、社会保障和就业、住房保障支出分别为11.7亿、8.0亿、8.8亿、9.7亿、10.4亿、1.8亿，分别增长1.9%、88.3%、1.1%、4.5%、8.1%、16.4%；文化体育与传媒支出0.86亿，分别下降38.9%。
- 2022年，醴陵市固定资产投资增长5.5%。分产业来看，第一产业下降42.2%，第二产业增长19.5%，第三产业下降29.9%。从投资方向来看，工业投资增长19.5%，房地产开发投资下降51.5%，高新技术产业投资增长109.4%。
- 2022年，醴陵市城乡居民人均可支配收入4.45万元，其中城镇居民人均可支配收入5.1万元，同比增加2616元，增长5.4%；农民居民人均可支配收入3.6万元，同比增加2203元，增长6.5%。城乡居民人均可支配收入比为1.41，比2021年缩小0.02。

- 建国以来醴陵投资规模最大的旗滨玻璃项目总投资50亿元，将搬迁升级、新建5条国内最先进的浮法节能玻璃生产线，3年建成达产后，年销售收入可达50亿元，税收不低于3亿元。
- 醴陵是花炮创始人李畋的故乡，目前花炮制作产业极为兴旺，是全市的另一个经济支柱。
- 此外，还有建材、电瓷、陶瓷机械和服装工业等也发展较快。
- 农业主产水稻、甘薯等，特产辣椒、西瓜。

## 政治

### 现任领导
| 机构     | 醴陵市人民政府 市长 | · 共产党 · 醴陵市委员会 · 书记 | 醴陵市人民代表大会 常务委员会 主任 | · 中国人民政治协商会议 · 醴陵市委员会 · 主席 |
| -------- | ------------------- | ------------------------------ | ---------------------------------- | -------------------------------------------- |
| 姓名     | 刘新华              | 王利波                         | 贺小玲                             | 廖胜云                                       |
| 民族     | 汉族                | 汉族                           | 汉族                               | 汉族                                         |
| 出生地   | 湖南省株洲市攸县    | 湖南省益阳市南县               | 湖南省株洲市醴陵市                 | 湖南省株洲市醴陵市                           |
| 出生日期 | 1977年10月（47歲）  | 1972年8月（52歲）              | 1969年8月（55歲）                  | 1971年5月（53歲）                            |
| 就任日期 | 2021年10月27日      | 2021年5月21日                  | 2016年11月                         | 2021年10月26日                               |

## 教育
在宋朝时期，醴陵县城已经建立了数座书院，此为醴陵教育事业之始:695，明清时期，私塾与义学也开始在醴陵发展。光緒二十七年（1901年），清政府採取教育改革措施，下詔改全國書院為學堂；因此在1904年，渌江书院改制为渌江高等小学堂，翌年，醴陵在地的知识分子文俊铎、宁调元等人将小学堂增建为渌江中学堂，开始传播新式教育理念:36。醴陵目前有一所湖南工业大学醴陵陶瓷学院，醴陵市陶瓷烟花职业技术学校是唯一一所公办职业学校，醴陵一中已经成为湖南省屬重點中學，实力较强劲，其培養的學生中也不乏考入北京大學及清華大學等中国大陆重點高校者，醴陵四中以艺术特长生闻名于株洲。

## 交通
沪昆铁路(醴陵东站、醴陵站）醴茶铁路、沪昆高铁、 320国道、 106国道、S52醴易高速、 沪昆高速和 武深高速纵横市境。距长沙黄花国际机场约90公里。
目前市内共有10条公交线路。

## 通讯
- 2009年6月28日，因长株潭地区固定电话改号升位，区号由+86 (0)733改为+86 (0)731并在原号码前加2。

## 物产
- 主要农作物有水稻、甘薯、油菜等。
- 矿藏有铅、锌、钨、金、煤、高岭土等。

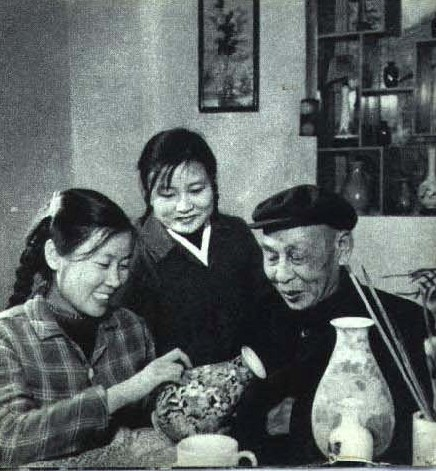
1964年醴陵瓷器工匠吴寿裿（右）教导学生手艺

- 醴陵瓷器在全国享有盛誉，特产“釉下五彩瓷”。醴陵出产的日用瓷曾专供中南海使用，群力瓷厂曾为毛泽东设计制造日用瓷，即日后称为“毛瓷”的瓷器。

## 名胜古迹
- 先农坛，醴陵市博物馆和毛泽东考察湖南农民运动纪念馆所在。
- 渌江书院
- 状元洲
- 醴泉井
- 李畋殿
- 神怡楼
- 三狮洞
- 宝源禅寺
- 靖兴寺
- 屏山寺
- 雲岩寺
- 長慶寺
- 東富寺
- 古洞天
- 广目天山寺
- 姞姑仙
- 彰龙山
- 泗洲寺
- 石神宫
- 青云寺
- 包公廟
- 西山森林公園
- 長慶山
- 仙岳山森林公园
- 李立三故居
- 淥江風光帶
- 富里麻石李畋故居
- 袁昌英纪念园
- 耿传公祠
- 黄乡民居
- 醴陵瓷谷
- 红拂墓
- 左權紀念碑
- 寧太一墓
- 财源塔
- 起元塔

## 姐妹城市
- 日本瑞浪市